# Perzefona
V starogrški mitologiji in religiji je Perzefona (starogrško Περσεφόνη, latinizirano: Persephónē), imenovana tudi Kore ali Cora (Κόρη, Kórē, 'deklica'), je hči Zevsa in Demetre. Postala je kraljica podzemlja, potem ko jo je ugrabil njen stric Had, bog podzemlja.
Medtem ko je Perzefona nabirala rože s polja, je Had vdrl skozi razpoko na zemlji, ko je vozil svoj voz in ugrabil Perzefono, ki je klicala na pomoč. Njena mati Demetra jo je dolgo brezuspešno iskala, preden je bila obveščena, da jo je Had vzel za svojo kraljico s Zevsovo odobritvijo. Perzefona se ni smela vrniti v zgornji svet, dokler Demetra ni preprečila rasti vseh rastlin, kar je povzročilo lakoto in prisililo Zevsa, da zahteva, da jo Had izpusti. Vendar pa je Perzefona med bivanjem v podzemlju zaužila nekaj semen granatnega jabolka in potem, ko je jedla hrano iz Hadovega kraljestva, tega ni mogla zapustiti. Zevs je to uredil tako, da je Perzefona nekaj mesecev preživela v podzemlju s svojim možem, preostanek leta zgoraj pa s svojo materjo.
Mit o njeni ugrabitvi, bivanju v podzemlju in začasni vrnitvi na površje predstavlja njeno funkcijo utelešenja pomladi in poosebljanja rastlinstva, predvsem žitaric, ki ob setvi izginejo v zemljo, spomladi poženejo iz zemlje in se pobirajo, ko popolnoma zrastejo. V klasični grški umetnosti je Perzefona vedno upodobljena oblečena in pogosto nosi snop žita. Morda se zdi kot mistično božanstvo z žezlom in skrinjico, vendar je bila večinoma predstavljena v procesu, ko jo je odnesel Had.
Perzefona kot boginja rastlinstva in njena mati Demetra sta bili osrednji osebi Elevzinskih misterijev, ki so posvečencem obljubljali srečno posmrtno življenje. Izvor njenega kulta je negotov, vendar je temeljil na starodavnih agrarnih kultih kmetijskih skupnosti. V Atenah so ji bili posvečeni misteriji, ki so jih obhajali v mesecu antesterionu (februar/marec).
Njeno ime ima številne zgodovinske različice. Sem spadata Persefasa (Περσεφάσσα) in Persefata (Περσεφάττα). V latinščini se njeno ime prevaja Proserpina. Rimljani so jo identificirali kot italsko boginjo Libero, ki so jo povezovali s Prozerpino. Miti, podobni Perzefoninemu spustu in vrnitvi na zemljo, se pojavljajo tudi v kultih moških bogov, vključno z Atisom, Adonisom in Ozirisom, in na minojski Kreti.